# منطق البحث العلمي
منطق البحث العلمي كتاب صدر عام 1959 حول فلسفة العلوم للفيلسوف كارل بوبر. أعاد بوبر كتابة كتابه باللغة الإنجليزية عن النسخة الألمانية الأصلية لعام 1934 (تاريخ النشر 1935) بعنوان (بالألمانية:  Logik der Forschung: Zur Erkenntnistheorie der modernen Naturwissenschaft) والتي تترجم حرفياً إلى «منطق البحث: في نظرية المعرفة في العلوم الطبيعية الحديثة».
ترجمه للعربية محمد البغدادي ونشرته المنظمة العربية للترجمة وقام بتوزيعه مركز دراسات الوحدة العربية عام 2006.

## ملخص
يجادل بوبر بأن العلم يجب أن يتبنى منهجية قائمة على القابلية الدحض، لأنه لا يوجد عدد من التجارب يمكن أن يثبت نظرية ما، لكن التجربة أو المشاهدة القابلة للتكرار يمكن أن دحضها. وفقًا لبوبر: «فقد رأينا أن الظواهر الفردية غير المستعادة، لا تكتسي أي أهمية علمية. وكذلك الأمر عندما تناقض النظرية بعض القضايا القاعدية المنفردة فإنها غير كافية لاعتبار النظرية مفندة. إن ما يفندها فعلا هو وجود مفعول داحض للنظرية». :116 يجادل بوبر بأن العلم يجب أن يتبنى منهجية قائمة على «عدم التناظر القائم بين بين قابلية التنفيد وقابلية التحقق والمرتبط بالشكل المنظقي للقضايا العامة. فهذه القضايا التي لا يمكن اشتقاقها من قضايا خاصة على الإطلاق يمكنها أن تتناقض مع القضايا الخاصة».
:76

## روابط خارجية
- موقع الناشر باللغة الإنجليزية
- موقع ناشر النسخة الألمانية
- مقتطفات من كتب جوجل
- النسخة الكاملة على أرشيف الإنترنت